# كلايس أندرسون
كلايس أندرسون (بالفنلندية: Claes Andersson) هو مترجم وطبيب نفسي ومؤلف وعازف الجاز وعازف بيانو وسياسي سويدي وفنلندي، ولد في 30 مايو 1937 في هلسنكي في فنلندا. حزبياً، نشط في رابطة الشعب الفنلندي الديمقراطية. وقد انتخب وزير الثقافة (13 أبريل 1995 – 4 سبتمبر 1998) وانتخب عضو برلمان فنلندا ‏.

## روابط خارجية
- كلايس أندرسون على موقع IMDb (الإنجليزية)
- كلايس أندرسون على موقع ميوزك برينز (الإنجليزية)
- كلايس أندرسون على موقع أول ميوزيك (الإنجليزية)
- كلايس أندرسون على موقع ديسكوغز (الإنجليزية)
- كلايس أندرسون على موقع قاعدة بيانات الفيلم (الإنجليزية)